# Volby prezidenta USA 1992

Volební hlasy podle státu. Modrá je Bill Clinton (demokrat). Červená je George H. W. Bush (republikán).

Prezidentské volby v USA v roce 1992 se konaly 3. listopadu 1992. Hlavními kandidáty byli Bill Clinton a George H. W. Bush. Zvítězil Bill Clinton, který získal 43,0% hlasů (George H. W. Bush 37,5%) a 370 z 538 volitelů (George H. W. Bush jich získal 168). Na poměry americké politiky dominované republikány a demokraty byl mimořádným úspěchem výsledek nezávislého kandidáta Rosse Perota, který získal téměř 19 % hlasů (byť bez zisku jediného volitele).

## Graf volebních výsledků

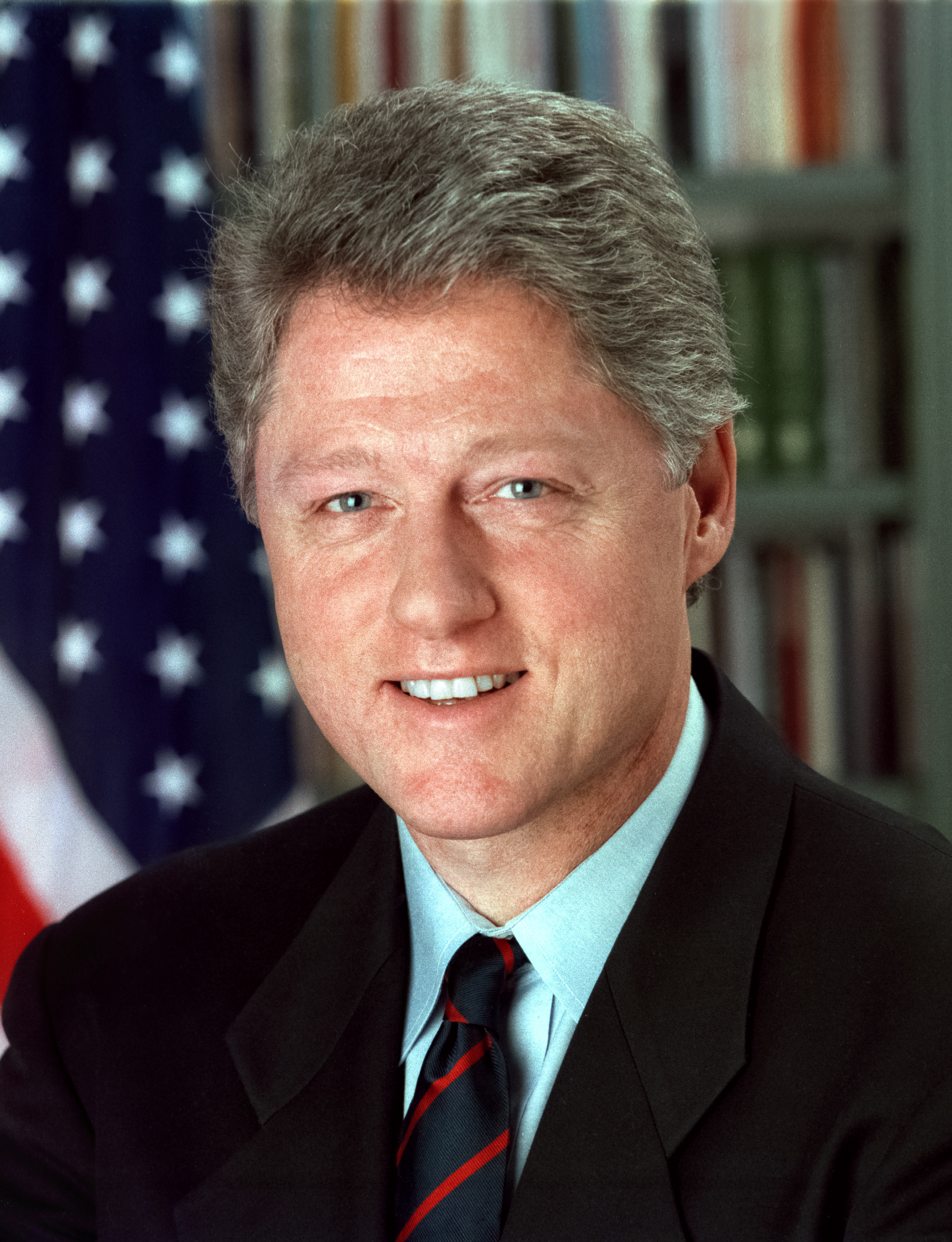
Bill Clinton (41. Prezident USA)
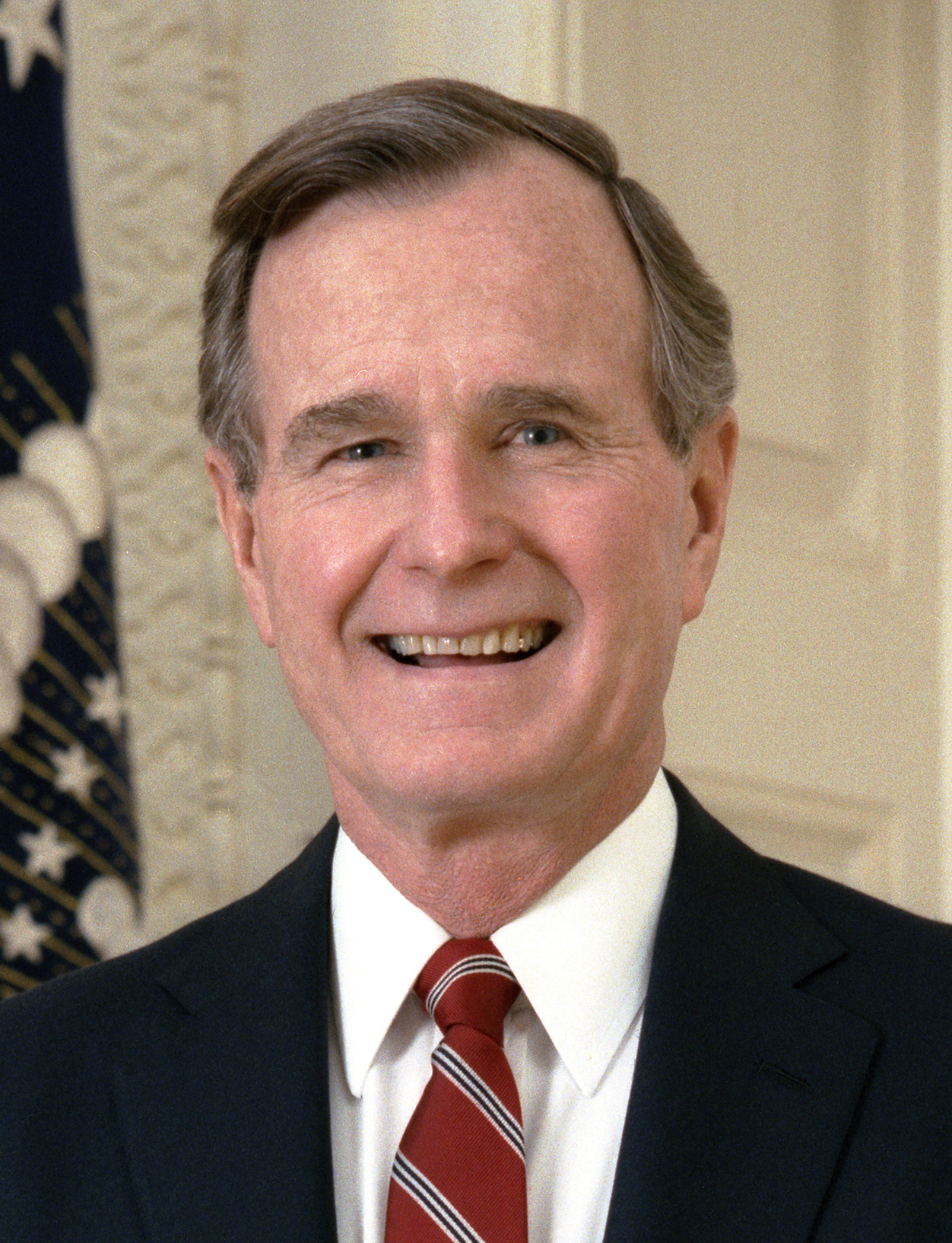
George H. W. Bush
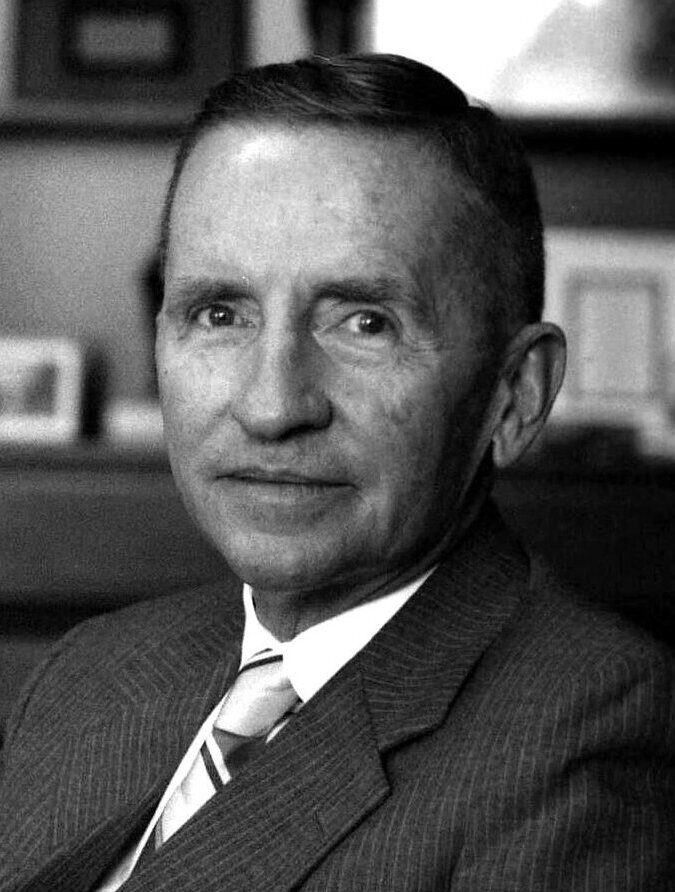
Ross Perot

## Volební výsledky
| Kandidát            | Politická strana     | Domovský stát       | Hlasování           | Hlasování           | Počet volitelů | Spolukandidát         | Domovský stát | Počet volitelů |
| Kandidát            | Politická strana     | Domovský stát       | Počet hlasů         | Hlasy v %           | Počet volitelů | Spolukandidát         | Domovský stát | Počet volitelů |
| ------------------- | -------------------- | ------------------- | ------------------- | ------------------- | -------------- | --------------------- | ------------- | -------------- |
| Bill Clinton        | Demokrat             | Arkansas            | 44 909 806          | 43,0%               | 370            | Al Gore               | Tennessee     | 370            |
| George H. W. Bush   | Republikán           | Kansas              | 39 104 550          | 37,4%               | 168            | Dan Quayle            | Indiana       | 168            |
| Ross Perot          | Nezávislý            | Texas               | 19 743 821          | 18,9%               | 0              | James Stockdale       | Kalifornie    | 0              |
| Andre Marrou        | Libertarián          | Aljaška             | 290 087             | 0,3%                | 0              | Nancy Lord            | Nevada        | 0              |
| Bo Gritz            | Lidová strana        | Nevada              | 106 152             | 0,1%                | 0              | Cy Minett             | Nové Mexiko   | 0              |
| Lenora Fulani       | Nová alianční strana | New York            | 73 622              | 0,07%               | 0              | Maria Elizabeth Muñoz | Kalifornie    | 0              |
| Howard Phillips     | Konstituční strana   | Virginie            | 43 369              | 0,04%               | 0              | Albion Knight         |               | 0              |
| Ostatní             | Ostatní              | Ostatní             | 152 516             | 0,13%               | -              |                       |               | -              |
| Celkem              | Celkem               | Celkem              | 104 423 923         | 100%                | 538            |                       |               | 538            |
| Potřebných na výhru | Potřebných na výhru  | Potřebných na výhru | Potřebných na výhru | Potřebných na výhru | 270            |                       |               | 270            |

## Volební demografie
| Celkem hlasů                      | 43 | 37 | 19 |
| Strany a ideologie                |    |    |    |
| Liberální republikáni             | 17 | 54 | 30 |
| Umírněné republikáni              | 15 | 63 | 21 |
| Konzervativní republikáni         | 5  | 82 | 13 |
| Liberální nezávislí               | 54 | 17 | 30 |
| Umírněné nezávislí                | 43 | 28 | 30 |
| Konzervativní nezávislí           | 17 | 53 | 30 |
| Liberální demokraté               | 85 | 5  | 11 |
| Umírnění demokraté                | 76 | 9  | 15 |
| Konzervativní demokraté           | 61 | 23 | 16 |
| Pohlaví a rodinný stav            |    |    |    |
| Ženatí muži                       | 38 | 42 | 21 |
| Vdané ženy                        | 41 | 40 | 19 |
| Svobodní muži                     | 48 | 29 | 22 |
| Svobodné ženy                     | 53 | 31 | 15 |
| Rasy                              |    |    |    |
| Bílí Američané                    | 39 | 40 | 20 |
| Afroameričané                     | 83 | 10 | 7  |
| Hispánci                          | 61 | 25 | 14 |
| Asiaté                            | 31 | 55 | 15 |
| Náboženství                       |    |    |    |
| Bílí protestanti                  | 33 | 47 | 21 |
| Katolíci                          | 44 | 32 | 20 |
| Židé                              | 80 | 11 | 9  |
| Znovuzrození                      | 23 | 61 | 15 |
| Věk                               |    |    |    |
| 18–29 let                         | 43 | 34 | 22 |
| 30–44 let                         | 41 | 38 | 21 |
| 45–59 let                         | 41 | 40 | 19 |
| 60 a více let                     | 50 | 38 | 12 |
| Vzdělání                          |    |    |    |
| Základní vzdělání                 | 54 | 28 | 18 |
| Absolvent střední školy           | 43 | 36 | 21 |
| Některé vysoké školy              | 41 | 37 | 21 |
| Prestižní vysoké školy            | 39 | 41 | 20 |
| Postgraduální vzdělávání          | 50 | 36 | 14 |
| Rodinný příjem                    |    |    |    |
| Pod $15 000                       | 58 | 23 | 19 |
| $15 000–$29 999                   | 45 | 35 | 20 |
| $30 000–$49 999                   | 41 | 38 | 21 |
| Více než $50 000                  | 39 | 44 | 17 |
| Více než $75 000                  | 36 | 48 | 16 |
| Více než $100 000                 | —  | —  | —  |
| Regiony                           |    |    |    |
| Východ                            | 47 | 35 | 18 |
| Středozápad                       | 42 | 37 | 21 |
| Jih                               | 41 | 43 | 16 |
| Západ                             | 43 | 34 | 23 |
| Velikost společenství             |    |    |    |
| Počet obyvatel větší než 500 000  | 58 | 28 | 13 |
| Obyvatelstvo od 50 000 do 500 000 | 50 | 33 | 16 |
| Předměstí                         | 41 | 39 | 21 |
| Venkovské oblasti, města          | 39 | 40 | 20 |